# NGC 328
NGC 328 је спирална галаксија у сазвежђу Феникс која се налази на NGC листи објеката дубоког неба.
Деклинација објекта је - 52° 55' 25" а ректасцензија 0h 56m 57,3s. Привидна величина (магнитуда) објекта NGC 328 износи 13,4 а фотографска магнитуда 14,3. NGC 328 је још познат и под ознакама ESO 151-13, AM 0054-531, PGC 3399.